# Rio de Couros
 (octobre 2022).
Rio de Couros est une freguesia portugaise (paroisse) située dans le District de Santarém.
Cette réforme administrative, entamée en 2013, visait à rationaliser l'organisation territoriale du pays en regroupant certaines entités plus petites en une seule. Dans le cas de la commune de Rio de Couros, elle a été fusionnée avec la commune voisine de Casal dos Bernardos pour former l'Union des paroisses de Rio de Couros et Casal dos Bernardos.
Cette fusion a été motivée par diverses raisons, notamment la volonté d'améliorer l'efficacité de l'administration locale et de rationaliser les ressources disponibles. En regroupant les deux communes, il est possible de mutualiser les services et de réduire les coûts liés à la gestion municipale.
La nouvelle entité, l'Union des paroisses de Rio de Couros et Casal dos Bernardos, occupe la même superficie que la commune d'origine, soit 18,08 km2. Cependant, la population est susceptible d'avoir évolué depuis le recensement de 2001, ce qui pourrait influencer la densité démographique actuelle.
Cette réforme administrative a été accueillie avec diverses réactions de la part des résidents et des élus locaux. Certains ont salué la rationalisation de l'administration locale, tandis que d'autres ont exprimé des préoccupations concernant la perte d'identité des anciennes communes fusionnées.
En conclusion, la commune de Rio de Couros a été supprimée dans le cadre d'une réforme administrative plus vaste et fusionnée avec la commune voisine de Casal dos Bernardos pour former l'Union des paroisses de Rio de Couros et Casal dos Bernardos. Avec une étendue territoriale de 18,08 km2 et une population comptant 2 136 résidents (en 2001), la paroisse affiche une densité démographique de 118,1 habitants par kilomètre carré.
En 2013, à la suite d'une réforme administrative d'envergure nationale, la commune (la freguesia) de Rio de Couros est supprimée pour donner naissance à une nouvelle entité paroissiale désignée União das Freguesias de Rio de Couros e Casal dos Bernardos (Union des paroisses de Rio de Couros et Casal dos Bernardos).

## Histoire
Le nom Rio de Couros, traduire par « rivière de cuirs », tire son origine de l'importante industrie de tannerie, qui existait autrefois sur ces terres.
Les sources archéologiques et bibliographiques indiquent que dans la rivière (le cours d'eau longeant le village prenant sa source du rio Nabão) plusieurs tanneurs aient lavé leurs peaux, raison pour laquelle, le lieu prit le nom de Rio de Couros.
Le frère Agostinho de Santa Maria (1642-1728) dit dans son sanctuaire marial qu'il est parfaitement possible que « telle soit la raison de la dénomination du site et que rien ne soit invraisemblable ».

### Période romaine
Il est acquis que le peuplement de cette terre remonte à l'époque romaine sans pour autant exclure la possibilité d'un peuplement antérieur à cette période.
De nombreux vestiges romains ont été trouvés à Rio de Couros, Sandoeira et Castelejo, notamment des os humains, des blocs de construction, des briques et des pierres portant des inscriptions latines. L’une d’elles, de couleur rouge, d’une longueur de 1,76 mètre et d’une largeur approximative de moitié, est une inscription qui traduit : « Une mémoire dédiée aux dieux infernaux Fabrício Frondini, âgé de vingt-six ans, fils de Fabrício Celio et Albuna, gisent dans cette tombe que ses parents ont fait payer. Que la terre lumière soit toi ».
Aujourd'hui encore, un sarcophage romain est visible sur les marches d'un escalier aux abords du clocher de l'ancienne église, preuve évidente de la très ancienne occupation de la région. Par ailleurs, aux alentours proches de l'actuel Rio de Couros, il y aurait eu un vilae romain appelé RouqueI.
Pinho Loyal dans son Portugal ancien et moderne dit également qu'il semble y avoir eu dans ces lieux une colonie romaine. À noter que des registres font mention de Panis Farrius qui serait localisé à l'emplacement de l'actuel Ribeira do Farrió.

### Période mauresque
Si l’on peut parler sans crainte d'une période romaine pour Rio de Couros, il n’en va pas de même pour la période qui fit suite à la chute de l'Empire romain.
Alors que la ville d'Ourém (sous le nom d'Auren) sera marquée par les invasions barbares puis l'occupation des Maures de l'an 711 à 1139, très peu de traces liées à cette période permettent de connaître l'évolution de la localité de Rio de Couros. Selon certains auteurs, une date ressort de cette période : l'an 728 coïnciderait avec la création de la paroisse (freguesia) de Rio de Couros, date gravée dans les fonts baptismaux.
Toutefois, un document de D. Alvaro de Abranches, évêque de Leiria, daté du 27 février 1729, laisse entendre que la paroisse supposée de Rio de Couros puisse être aussi celle de Freixianda. Dans ce document, le prélat suggère à l'organe collégial de diviser la paroisse de Freixianda pour… former celle de Rio de Couros :
« (...) Ici, il sut que le curé des Freixiandas était décédé, et comme cette paroisse c'est aussi large que vv. Les sacrements sont innombrables, de sorte qu'il est à craindre à juste titre que beaucoup de gens meurent sans eux, aux dommages irréparables de leur salut, je ne peux donc pas manquer de le mettre en considération pour vous. Ce qui sera très utile, pour que cette paroisse soit divisée, afin que ses fidèles puissent être mieux servis dans l'essentiel ... et même pour rester au repos en paroisse et pouvoir s'acquitter plus facilement de leurs obligations sans trop de fatigue ... ils envisageront cette affaire avec la circonspection dont elle vaut la peine, surtout quand elle ne s'ensuit pas vw. merci ... ».
Ce document est considéré comme très important pour l’histoire de la création de la paroisse de Rio de Couros.

### Royaume du Portugal
Située dans la haute vallée de la rivière Nabão et recouverte de certains de ses plus importants affluents, la paroisse jouit de terres extrêmement fertiles, cultivées depuis l'Antiquité.
Au début du XIVe siècle (avant 1325), une foire a été créée dans la localité par ordre direct du roi Dom Dinis 1er et confirmée en 1367 par D. Fernando. La création d'un tel évènement sur ordre royal laisse entendre l’importance de la localité de Rio de Couros ainsi que la suprématie paroissiale sur sa région. Cette foire, appelée Feira dos Cestos (paniers en osier), est la plus ancienne du comté d'Ourém et l'une des plus importantes du Portugal. 

### XIXe–XXesiècles: Industries et développement de la localité
La fertilité de ses champs, irrigués par plusieurs affluents de la rivière Nabão, fait de l’agriculture l’une des activités principales de la paroisse.
Outre l'agriculture, la population de Rio de Couros se concentra pendant plusieurs longues décennies sur l'exploitation du charbon. On peut aujourd'hui encore retrouver des traces d'anciennes habitations dans la forêt, à proximité des anciennes mines de charbon.
Au cours du XXe siècle, l'industrie de la céramique, les usines de meubles ou encore l'industrie des matériaux de construction firent leur apparition.

## Vestiges et architecture moderne
- Dans un escalier en contrebas de l'église actuelle, il est possible d'apercevoir un tombeau et un épigraphe romain, qui atteste son antiquité.
- À proximité du tombeau romain, on y trouve un clocher appartenant à l'ancienne église de la paroisse.
- Mines de charbon abandonnées, situées dans la forêt.
- Traces d'anciennes habitations sur le chemin de terre.
- L'église actuelle de Rio de Couros, achevée en 1964, est reconnue pour son architecture moderne et avant-gardiste.

## Traditions et événements
- La Feira dos Cestos, célébrée chaque année le 8 septembre, est la foire la plus ancienne du comté d'Ourém et l'une des plus anciennes du Portugal.
- Le même jour, un festin est également dédié à Notre-Dame de la Nativité, patronne de Rio de Couros.
- Le 15 août, marque la célébration de Notre-Dame de l'Assomption. Durant 2 à 3 jours, une forte population se rend à Rio de Couros pour participer aux festivités. À noter que cette fête connut une grande renommée dans les années 80 à 2000, grâce à ses spectacles pyrotechniques et la présence d'artistes reconnus.
- Fief de la diaspora luso-française, l'association culturelle et sportive de Rio de Couros a (avait) pour coutume d'organiser un tournoi traditionnel de malha et de football entre locaux et émigrés, le tout dans une ambiance conviviale et chaleureuse. Toutefois, l'événement a connu un fort déclin au cours de ces dernières années après un scandale d'arbitrage (cf. cas Cajica Dourado).

## Personnalités liées à la commune
Lors du XXe siècle, quatre familles offrirent à Rio de Couros, une situation prospère. Basé dans le centre névralgique du village, l'axe Alves-Perreira-Matias-Martins aura influencé fortement la croissance démographique de la Freguesia.
À noter, la présence d'une famille déchue : la dynastie De Oliveira, menée par le fils Fernando 1er. Considérés comme frontalement disproportionné, et démesurément incohérent dans les prises de positions essentielles, il a été voté le 15 août 1982 que les membres surnommés Cajica(s) étaient priés de s'installer Ad vitam æternam dans les terres des Couples Secs (Casal Secos).